# Miziya Peak
Il Picco Mizia (in lingua bulgara: връх Мизия, Vrah Miziya), alto 604 m, è la cima più elevata delle Alture di Vidin, nella Penisola Varna situata nella parte orientale dell'Isola Livingston, nelle Isole Shetland Meridionali, in Antartide.
Il picco sormonta il Ghiacciaio Kaliakra a sud e il Glacionevato Saedinenie a nordovest.
Il monte fu salito per la prima volta il 25 dicembre 2004 dallo scalatore bulgaro Lyubomir Ivanov, partito dal Campo Accademia nel corso della spedizione di ricerca Tangra 2004/05.
La denominazione è stata assegnata in onore della città bulgara di Mizija, in riferimento all'antica provincia Tracia della Mizia o Mesia.

## Localizzazione
Il picco è posizionato alle coordinate 62°32′08″S 60°09′52.7″W, 7,4 km a nord del Melnik Peak, 9,25 km a nord del versante occidentale del Monte Bowles, 4,24 km a nord-nordest della Leslie Hill, 4,19 km a nord-nordest della Castra Martis Hill, 5,4 km a nordest della vetta delle Gleaner Heights, 4,55 km a sud-sudest di Kotis Point, 9,47 km a sud di Williams Point e 7,52 km a ovest di Edinburgh Hill.
Rilevazione topografica bulgara nel corso della spedizione Tangra 2004/05 e mappatura nel 2005 e 2009.

## Mappe
- L.L. Ivanov et al. Antarctica: Livingston Island and Greenwich Island, South Shetland Islands. Scale 1:100000 topographic map. Sofia: Antarctic Place-names Commission of Bulgaria, 2005.
- L.L. Ivanov.  Antarctica: Livingston Island and Greenwich, Robert, Snow and Smith Islands (JPG), su apcbg.org.. Scale 1:120000 topographic map. Troyan: Manfred Wörner Foundation, 2009. ISBN 978-954-92032-6-4
- L.L. Ivanov. Antarctica: Livingston Island and Smith Island. Scale 1:100000 topographic map. Manfred Wörner Foundation, 2017. ISBN 978-619-90008-3-0